# Waldo P. Johnson

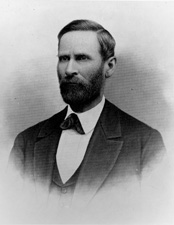
Waldo P. Johnson

Waldo Porter Johnson (* 16. September 1817 in Bridgeport, Harrison County, Virginia; † 14. August 1885 in Osceola, Missouri) war ein US-amerikanischer Politiker (Demokratische Partei), der den Bundesstaat Missouri im US-Senat und im Konföderiertenkongress vertrat.
Der im heutigen West Virginia geborene Waldo Johnson, dessen Onkel Joseph Johnson von 1852 bis 1855 Gouverneur von Virginia war, besuchte öffentliche und private Schulen und schloss 1839 am Rector College in Pruntytown ab. Er studierte Rechtswissenschaft, wurde in die Anwaltskammer aufgenommen und begann im Harrison County zu praktizieren. 1842 zog er nach Osceola in Missouri und arbeitete auch dort als Jurist. Im Mexikanisch-Amerikanischen Krieg kämpfte er im 1. Freiwilligenregiment aus Missouri.
Im Jahr 1847 saß Johnson im Repräsentantenhaus von Missouri; im folgenden Jahr wurde er zum Staatsanwalt des Gerichtskreises gewählt. Von 1851 bis 1852 war er Richter am Kreisgericht, bis er zurücktrat und wieder selbständig als Rechtsanwalt arbeitete.
Johnson nahm 1861 an der Friedenskonferenz in Washington, D.C. teil, bei der vergeblich versucht wurde, den Bürgerkrieg abzuwenden. Am 17. März desselben Jahres zog er als Vertreter Missouris in den US-Senat ein, aus dem er bereits am 10. Januar 1862 wegen mangelnder Loyalität zur Regierung ausgeschlossen wurde. Während des Krieges kämpfte er als Lieutenant Colonel in der Konföderiertenarmee; zudem gehörte er ab dem 24. Dezember 1863 dem Senat der Konföderation als Nachfolger des verstorbenen Robert Peyton an. Mit der Kapitulation der Konföderierten endete am 10. Mai 1865 seine politische Laufbahn.
Von August 1865 bis April 1866 lebte Waldo Johnson in Hamilton (Kanada). Nach seiner Rückkehr nach Osceola wurde er wieder juristisch tätig. 1875 stand er dem Verfassungskonvent von Missouri vor.